# Triplectides elongatus
Triplectides elongatus là một loài Trichoptera trong họ Leptoceridae. Chúng phân bố ở miền Australasia.